# Julien Uyttendaele

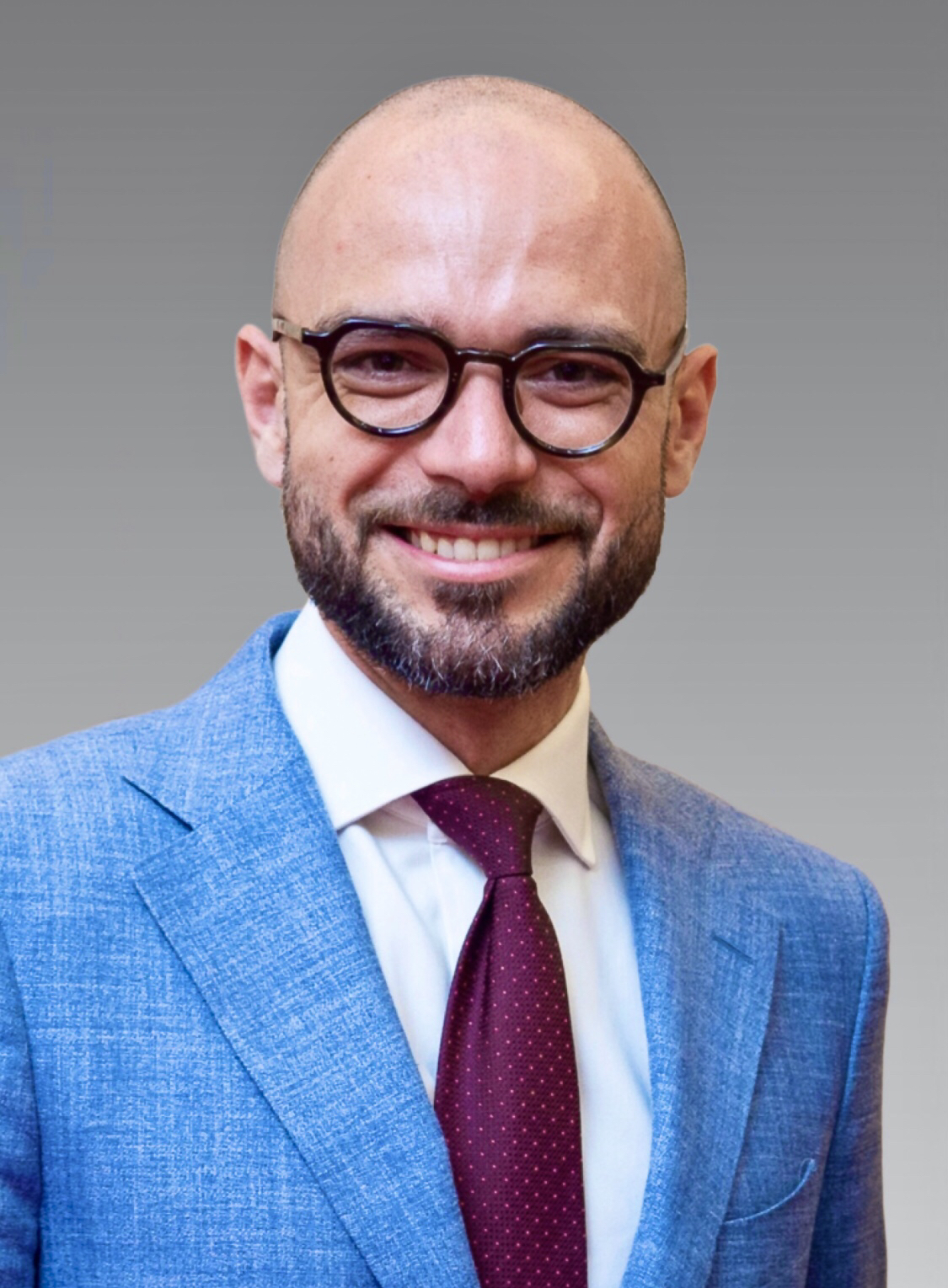
Julien Uyttendaele in 2023

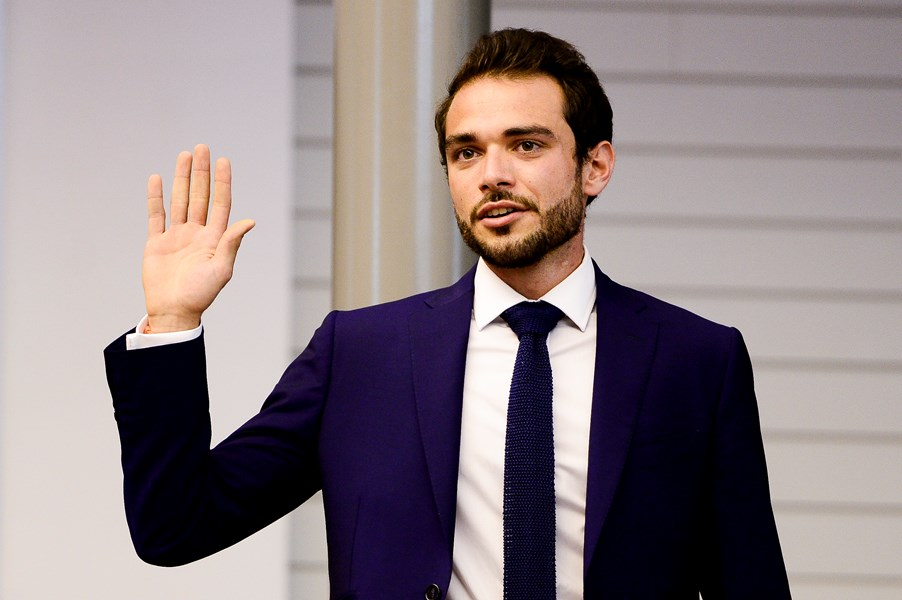
Julien Uyttendaele in 2014

Julien Uyttendaele (Anderlecht, 4 mei 1991) is een Belgisch politicus voor de PS.

## Levensloop
Uyttendaele is de zoon van grondwetspecialist Marc Uyttendaele en stiefzoon van Laurette Onkelinx, boegbeeld van de PS en voormalig federaal vicepremier en minister-president van de Franse Gemeenschap.
Hij studeerde aan de ULB en behaalde er in 2012 een bachelor in de rechten, in 2014 een master in de rechten, optie publiekrecht en bedrijfsrecht en in 2016 een master na master in economisch recht en economische wetenschappen. Tevens ging hij als uitwisselingsstudent op Erasmus naar de Universiteit van Sussex.
Van januari tot juni 2014 werkte Uyttendaele als assistent aan de faculteit rechten van de ULB, een beroep dat hij sinds juni 2024 opnieuw uitoefent. In februari 2016 schreef hij zich als advocaat in aan de Balie van Brussel, waarbij hij zich ging specialiseren in handelsrecht, strafrecht, economisch recht en financieel recht.
In navolging van zijn stiefmoeder werd Julien Uyttendaele politiek actief voor de PS. Hij was voor het eerst kandidaat bij de Brusselse gewestverkiezingen van juni 2009, maar werd niet verkozen. In oktober 2012 kwam hij op bij de gemeenteraadsverkiezingen in Sint-Lambrechts-Woluwe. Hij werd opnieuw niet verkozen, maar werd begin 2013 OCMW-raadslid van de gemeente. Hij oefende dit mandaat uit tot eind 2016 en verhuisde daarna naar Sint-Gillis. Daar was hij van 2019 tot 2024 bestuurslid bij het cultureel centrum Jacques Franck. 
In juli 2014 werd Uyttendaele op 23-jarige leeftijd lid van het Brussels Hoofdstedelijk Parlement ter vervanging van Rachid Madrane, die was benoemd tot minister in de Franse Gemeenschapsregering. Hij werd in mei 2019 herkozen en bleef Brussels Parlementslid tot in juni 2024. In het Brussels Parlement was Uyttendaele van 2014 tot 2017 vicevoorzitter van de commissie Economische Zaken en Tewerkstelling en in 2019 vicevoorzitter van de commissie Financiën en Algemene Zaken. Ook zetelde hij in de commissie Leefmilieu, Energie, Water en Dierenwelzijn en Mobiliteit. Een belangrijk deel van zijn parlementair en wetgevend werk spitste zich toe op de drugsproblematiek en het beperken van de risico's van drugsgebruik voor de volksgezondheid, waarbij hij ijverde voor een gecontroleerde en omkaderde legalisering van de consumptie van cannabis.
Na de verkiezingen van 2019 werd hij tevens als deelstaatsenator afgevaardigd naar de Senaat,  waar hij tot in juni 2024 bleef zetelen. Hij was er bureaulid en lid van de commissie Institutionele Aangelegenheden.
Uyttendaele besloot zich geen kandidaat te stellen bij de federale of Brusselse gewestverkiezingen van juni 2024 en nam in november 2023 ontslag uit de Brusselse PS-federatie, al bleef hij wel aangesloten bij de partij. Hij verklaarde grondig ontevreden te zijn over de interne werking van de Brusselse federatie, die omtrent maatschappelijke thema's als onverdoofd slachten en het dragen van religieuze symbolen bij overheidsdiensten een resoluut communautaristische koers voer, waar hij zich als verdediger van de neutraliteit van de overheid niet in kon vinden.